# Уимблдонский турнир 2025
Уимблдонский турнир 2025 — профессиональный теннисный турнир серии Большого шлема, который разыгрывался на открытых травяных кортах комплекса Всеанглийского клуба лаун-тенниса и крокета.
Турнир-2025 является 138-м по счёту, проводящимся здесь. В этом году он разыгрывался в девяти разрядах: в пяти — у взрослых и четырёх — у старших юниоров. Соревнования проходили в Лондоне с 23 июня по 13 июля 2025 года: в первую неделю проходила квалификация одиночных турниров, во вторую и третью — матчи основных сеток.
Прошлогодние победители:
- в мужском одиночном разряде —  Янник Синнер
- в женском одиночном разряде —  Ига Свёнтек
- в мужском парном разряде —  Харри Хелиёваара и  Генри Паттен
- в женском парном разряде —  Катерина Синякова и  Тейлор Таунсенд
- в смешанном парном разряде —  Се Шувэй и  Ян Зелиньский

## Общая информация
Все игроки, представляющие Россию и Беларусь, выступавшие на лондонских кортах, были заявлены в нейтральном статусе.
Лидером посева в мужском одиночном разряде был Янник Синнер (первая ракетка мира в тот период).
Лидером посева в женском одиночном разряде была Арина Соболенко (первая ракетка мира в тот период). Белорусская спортсменка добралась до полуфинала, а титул достался Иге Свёнтек. Польская спортсменка выиграла один за другим семь матчей, а в финале турнира за 12 геймов справилась с Амандой Анисимовой. Прошлогодняя чемпионка — Барбора Крейчикова — защищала свой титул и добралась до третьего раунда. Сильнейшей несеянной участницей соревнований стала Белинда Бенчич, добравшаяся до полуфинала. В четвертьфинале швейцарка справилась с седьмой сеянной Миррой Андреевой. Сеянные заняли 15 из 32 мест в третьем раунде, причём десять из 17 неудачниц уступили уже в стартовом матче. Сильнейшей участницей квалификации в основной сетке стала Солана Сьерра. Аргентинка уступила в финале отбора Талии Гибсон, но была допущена в основу после позднего снятия Грет Миннен. Жеребьёвка определила её в сегмент сетки, ослабленный ранними поражениями Паулы Бадосы и Донны Векич.
Лидерами посева в мужском парном разряде были Марсело Аревало и Мате Павич (первая и вторая ракетка мира в тот период). Представители Сальвадора и Хорватии добрались до полуфинала, а титул достался Джулиану Кэшу и Ллойду Гласспулу. Британцы выиграли один за другим шесть матчей, в четвертьфинале пройдя прошлогодних чемпионов — Харри Хелиёваару и Генри Паттена, а в финале справившись с Ринки Хидзикатой и Давидом Пелом. Австралиец и нидерландец первоначально не должны были участвовать в соревнованиях: заменив в сетке снявшихся в последний момент Франсиско Серундоло и Гильермо Дурана. Сеянные заняли девять из 16 мест в третьем раунде.
Лидерами посева в женском парном разряде были Катерина Синякова и Тейлор Таунсенд (первая и вторая ракетка мира в тот период).
Лидером посева в смешанном парном разряде были Анна Данилина и Харри Хелиёваара (8-я и 3-я ракетки мира в тот период). Титул же достался Катерине Синяковой и Сему Вербеку, на старте переигравшие первых сеянных, а в финале справившиеся с Луизой Стефани и Джо Солсбери. Прошлогодние чемпионы — Се Шувэй и Ян Зелиньский — защищали свой титул и добрались до четвертьфинала. Сеянные заняли два места в четвертьфиналах.
По ходу турнира об окончании игровой карьеры объявил Фабио Фоньини.
Лидером посева в юниорском одиночном разряде среди юношей был Андрес Сантамарта Роиг (первая ракетка мира в тот период).
Лидером посева в юниорском одиночном разряде среди девушек была Эмерсон Джонс (первая ракетка мира в тот период). Титул же достался Мии Поганковой, в четвертьфинале переигравшая первую сеянную, а в финале справившаяся с Хульетой Парехой. Сеянные заняли шесть из 16 мест в третьем раунде. Сильнейшими участниками квалификации в основной сетке стали Каннон Савасиро и Эухения Сосоя Менендес, вышедшие в третий раунд.
Лидерами посева в парном разряде среди юношей были Андрес Сантамарта Роиг и Макс Шёнхауз (1-я и 14-я ракетки мира в тот период). Испанец и немец добрались до четвертьфинала, а титул достался Оскари Палданиусу и Алану Важному. Представители Финляндии и Польши выиграли один за другим пять матчей, а в финале справились с Оливером Бондингом и Джаггером Личем. Сеянные заняли три места в четвертьфиналах.
Лидерами посева в парном разряде среди девушек были Ханна Клагмен и Мика Стойсавлевич (4-я и 9-я ракетки мира в тот период).

### Рейтинговые очки
|                    | Титул | Финал | 1/2 финала | 1/4 финала | 1/8 финала | 1/16 финала | 1/32 финала | 1/64 финала | Победа в квалификации | Финал квалификации | 1/2 финала квалификации | 1/4 финала квалификации |  |
| ------------------ | ----- | ----- | ---------- | ---------- | ---------- | ----------- | ----------- | ----------- | --------------------- | ------------------ | ----------------------- | ----------------------- |  |
| Мужской одиночный  | 2000  | 1300  | 800        | 400        | 200        | 100         | 50          | 10          | 30                    | 16                 | 8                       | 0                       |  |
| Мужской парный     | 2000  | 1200  | 720        | 360        | 180        | 90          | 0           |             |                       |                    |                         |                         |  |
| Женский одиночный  | 2000  | 1300  | 780        | 430        | 240        | 130         | 70          | 10          | 40                    | 30                 | 20                      | 2                       |  |
| Женский парный     | 2000  | 1300  | 780        | 430        | 240        | 130         | 10          |             |                       |                    |                         |                         |  |
| Одиночный. Юноши   | 1000  | 700   | 490        | 300        | 180        | 90          | 25          | 20          |                       |                    |                         |                         |  |
| Одиночный. Девушки | 1000  | 700   | 490        | 300        | 180        | 90          | 25          | 20          |                       |                    |                         |                         |  |
| Парный. Юноши      | 750   | 525   | 367        | 225        | 135        |             |             |             |                       |                    |                         |                         |  |
| Парный. Девушки    | 750   | 525   | 367        | 225        | 135        |             |             |             |                       |                    |                         |                         |  |

### Призовые деньги
|                           | Титул     | Финал     | 1/2 финала | 1/4 финала | 1/8 финала | 1/16 финала | 1/32 финала | 1/64 финала | Финал квалификации | 1/2 финала квалификации | 1/4 финала квалификации |
| ------------------------- | --------- | --------- | ---------- | ---------- | ---------- | ----------- | ----------- | ----------- | ------------------ | ----------------------- | ----------------------- |
| Одиночные разряды         | 3 000 000 | 1 520 000 | 775 000    | 400 000    | 240 000    | 152 000     | 99 000      | 66 000      | 41 500             | 26 000                  | 15 500                  |
| Мужские пары Женские пары | 680 000   | 345 000   | 174 000    | 87 500     | 43 750     | 26 000      | 16 500      |             |                    |                         |                         |
| Смешанные пары            | 135 000   | 68 000    | 34 000     | 17 500     | 9 000      | 4 500       |             |             |                    |                         |                         |

## Соревнования

### Взрослые

#### Мужчины. Одиночный разряд
- Янник Синнер обыграл  Карлоса Алькараса со счётом 4-6 6-4 6-4 6-4.
- Синнер выигрывает 2-й титул в сезоне и 4-й за карьеру на соревнованиях серии.
- Алькарас сыграл 2-й финал в сезоне и 6-й за карьеру на соревнованиях серии.

#### Женщины. Одиночный разряд
- Ига Свёнтек обыграла  Аманду Анисимову со счётом 6-0 6-0.
- Свёнтек выигрывает 1-й титул в сезоне и 6-й за карьеру на соревнованиях серии.
- Анисимова сыграла дебютный финал за карьеру на соревнованиях серии.

#### Мужчины. Парный разряд
- Джулиан Кэш /  Ллойд Гласспул обыграли  Ринки Хидзикату /  Давида Пела со счётом 6-2 7-6(3).
- Кэш выигрывает дебютный титул за карьеру на соревнованиях серии.
- Гласспул выигрывает дебютный титул за карьеру на соревнованиях серии.

#### Женщины. Парный разряд
- Вероника Кудерметова /  Элизе Мертенс обыграли  Се Шувэй /  Елену Остапенко со счётом 3-6 6-2 6-4.
- Кудерметова выигрывает дебютный титул в сезоне и за карьеру на соревнованиях серии.
- Мертенс выигрывает 1-й титул в сезоне и 5-й за карьеру на соревнованиях серии.

#### Смешанный парный разряд
- Катерина Синякова /  Сем Вербек обыграли  Луизу Стефани /  Джо Солсбери со счётом 7-6(3) 7-6(3).
- Синякова выигрывает дебютный титул в сезоне и за карьеру на соревнованиях серии.
- Вербек выигрывает дебютный титул в сезоне и за карьеру на соревнованиях серии.

### Юниоры

#### Юноши. Одиночный турнир
- Иван Иванов обыграл  Ронита Карки со счётом 6-2 6-3.
- Иванов выигрывает дебютный титул в сезоне и за карьеру на соревнованиях серии.
- Карки сыграл дебютный финал за карьеру на соревнованиях серии.

#### Девушки. Одиночный турнир
- Миа Поганкова обыграла  Хульету Пареху со счётом 6-3 6-1.
- Поганкова выигрывает дебютный титул за карьеру на соревнованиях серии.
- Пареха сыграла дебютный финал за карьеру на соревнованиях серии.

#### Юноши. Парный турнир
- Оскари Палданиус /  Алан Важный  обыграли  Оливера Бондинга /  Джаггера Лича со счётом 5-7 7-6(6) [10-5].
- Палданиус выигрывает 2-й титул в сезоне и за карьеру на соревнованиях серии.
- Важный выигрывает 2-й титул в сезоне и за карьеру на соревнованиях серии.

#### Девушки. Парный турнир
- Кристина Пеничкова /  Вендула Валдманнова обыграли  Теа Фродин /  Хульету Пареху со счётом 6-4 6-2.
- Пеничкова выигрывает 2-й титул в сезоне и за карьеру на соревнованиях серии.
- Валдманнова выигрывает дебютный титул в сезоне и за карьеру на соревнованиях серии.